# Seikimatsu Leader den Takeshi!
Seikimatsu Leader den Takeshi! (яп. 世紀末リーダー伝たけし! сэйкимацу ри:да: дэн такэси) — манга, созданная японским автором Мицутоси Симабукуро. Публиковалась в еженедельном журнале Shonen Jump с декабря 1997 по сентябрь 2002 года, когда автор был обвинён в нарушении закона о детской проституции и осуждён на четыре года. С 2008 года в журнале выходит его новая манга Toriko.
Издательством Shueisha между 1997 и 2002 годом были выпущены 25 танкобонов Seikimatsu Leader den Takeshi. Позднее серия была переиздана в 13 томах формате бункобан, выходивших с августа 2004 по декабрь 2005 года.
В 2001 году манга получила премию издательства Shogakukan в категории «кодомо» (манга для детей)